# Къща музей „Пейо Яворов“ (София)
Къщата музей „Пейо Яворов“ се намира на улица „Георги Раковски“ № 136 в София, България.
Музеят е официално открит през 1963 г. През 1976 г. става част от Националния музей на българската литература, който по-късно преименуван в Национален литературен музей. Фондът на музея притежава ценни сбирки от ръкописи, оригинални фотографии, личната библиотека на Пейо Яворов, първите издания на прозведенията му, като голяма част от тях са с автограф, оръжейната му колеция, живописни платна, графики и скулптури. Тук е възстановена и стаята с оригиналните вещи от последната квартира на поета на улица „Солунска“, където той слага край на живота си на 29 октомври 1914 г.